# نهاية الموت
نهاية الموت هي رواية خيال علمي للكاتب الصيني ليو تسي شين وهي الجزء الثالث من ثلاثيته:مسألة الأجسام الثلاثة والغابة المظلمة.